# François Wittert
François Wittert (Rotterdam, 1571 - Manilla (Filipijnen), 23 april 1610) was een Nederlandse admiraal in dienst van de Vereenigde Oostindische Compagnie.

## Jeugdjaren
François Wittert werd geboren in Rotterdam als zoon van Hendrik Adriaenz. Wittert en Volcken Clementsdr. van Overschie.

## Carrière bij de Compagnie
Het centraal bestuur van de VOC, de Heren XVII, nemen op 16 april 1602 het besluit om een vloot uit te rusten van 14 schepen en een jacht (pinas) (Papegaij of Papegaaitje). Tot admiraal van de vloot werd Wybrandt van Warwijck aangesteld, aan boord van admiraalschip Mauritius. Sebald de Weert werd benoemd tot viceadmiraal. Wijbrand van Warwijck vertrok op 17 juni 1602 vanaf de rede van Texel met een vloot van elf schepen naar Oost-Indië. Een smaldeel (eskader) van drie schepen (Eendracht, Erasmus en Rotterdam) vertrok op 18 juni vanuit de Maas met bestemming Atjeh en Banten (Bantam). François Wittert was officier (overste) op het schip Rotterdam. Na een reis van 317 dagen legde admiraal Van Warwijck op 29 april 1603 aan op de rede van Banten, destijds het belangrijkste handelscentrum van Java. In 1603 kreeg Van Warwijck van sultan Pangeran Ratu, de 4e koning van het sultanaat Bantam, toestemming om een fort te bouwen dat kon dienen als loge of factorij. François Wittert werd aangewezen als president van deze loge en was als zodanig de eerste gouverneur van Banten (1603 - 1605). Na zijn terugkeer in de Republiek werd Wittert aangesteld als viceadmiraal van een vloot van 13 schepen die op 22 december 1607 onder bevel van admiraal Pieter Willemsz Verhoeff naar Oost-Indië vertrok.

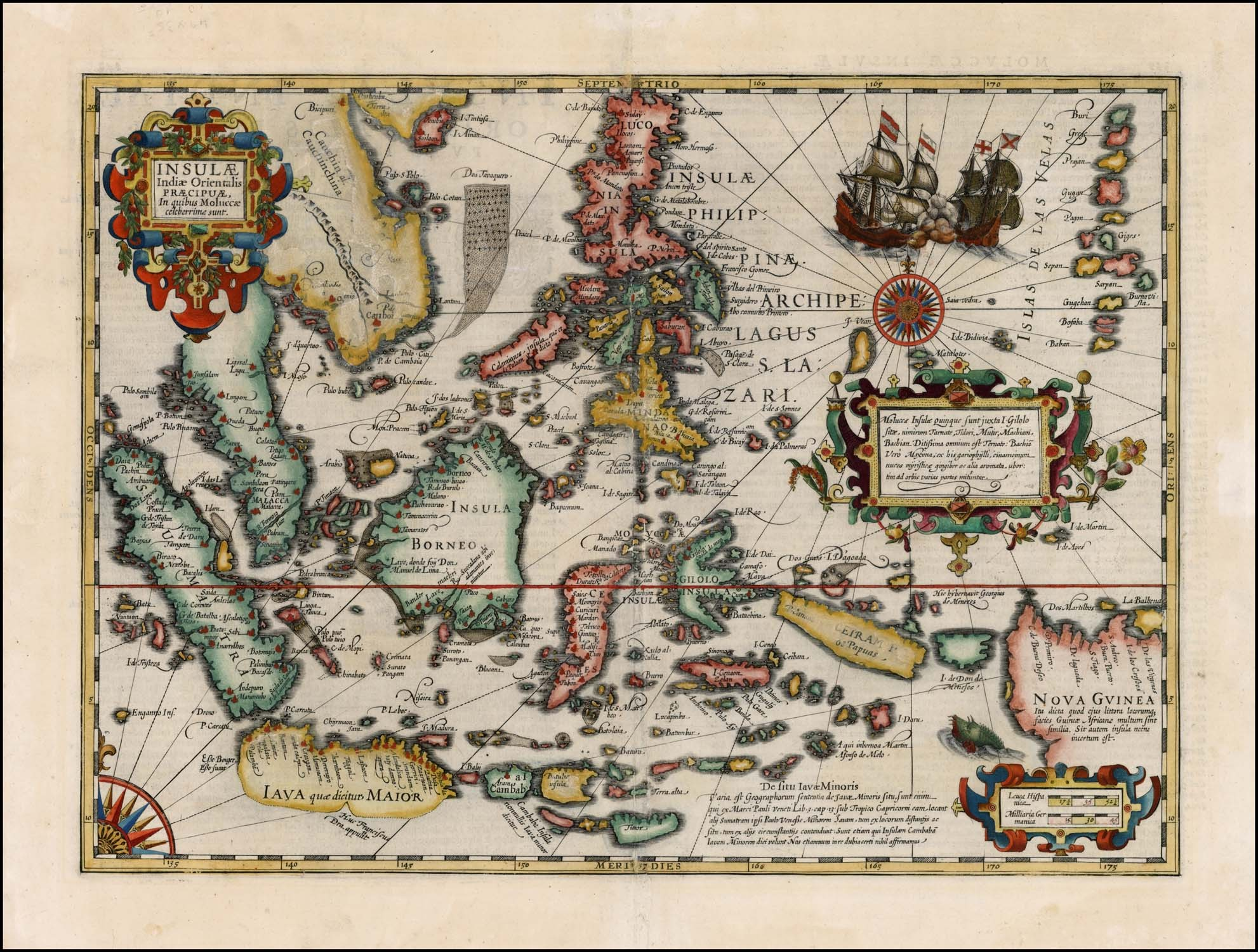
Jodocus Hondius, Kaart van Oost-Indië, 1606

Op 28 juli 1608 kwam Wittert aan op Mozambique en 'nam daar een kraak, die hij op 1 augustus verbrandde'. Op 18 augustus verbrak hij het beleg en verwoestte Mozambique 'met verlies van 30 man, 80 gewesten en in beslagname van het galjoen Bon Jesus'. In februari 1609 werd Wittert door Pieter Willemsz. Verhoeff, liggend voor Bantam, met vier schepen naar Makassar en de Molukken gezonden. Wittert stichtte een Nederlandse loge op Sulawesi. Op 22 mei 1609 werd Verhoeff door inlanders van de Banda-eilanden in een hinderlaag gelokt en onthoofd. Na de moord op Verhoeff door de Bandanezen werd de afwezige François Wittert als admiraal erkend en Simon Jansz. Hoen, schipper op het retourschip Hollandia, viceadmiraal. Sultan Mudafar Syah I, koning van het sultanaat van Ternate tekende op 22 juni van dat jaar een traktaat op zeer gunstige voorwaarden voor de Nederlanders.
Op 22 september 1609 zeilde Wittert naar de Filippijnen en landde op het eiland Moti (Motir), dat hij fort Nassau noemde. Hij zette zijn reis voort naar Manilla en leverde strijd met de Spanjaarden om de Molukken te bevrijden van het Spaanse gezag.
Wittert bemachtigde daarbij 'drie en twintig rijk beladen jonken ter waarde van eenige millioenen goud'. Tijdens het lossen bij een eiland nabij Manilla werd hij verrast door een Spaanse overmacht van 12 schepen. François Wittert sneuvelde op 23 april 1610 tijdens deze zeeslag. Het eiland, een van de Islas Hermanas-eilanden, wordt later naar hem Wittertseiland genoemd. Wittertseiland bleef ook na zijn dood een grote rol spelen in de geschiedenis van de Molukken als uitgangspunt voor Hollandse expedities.

## Galerij

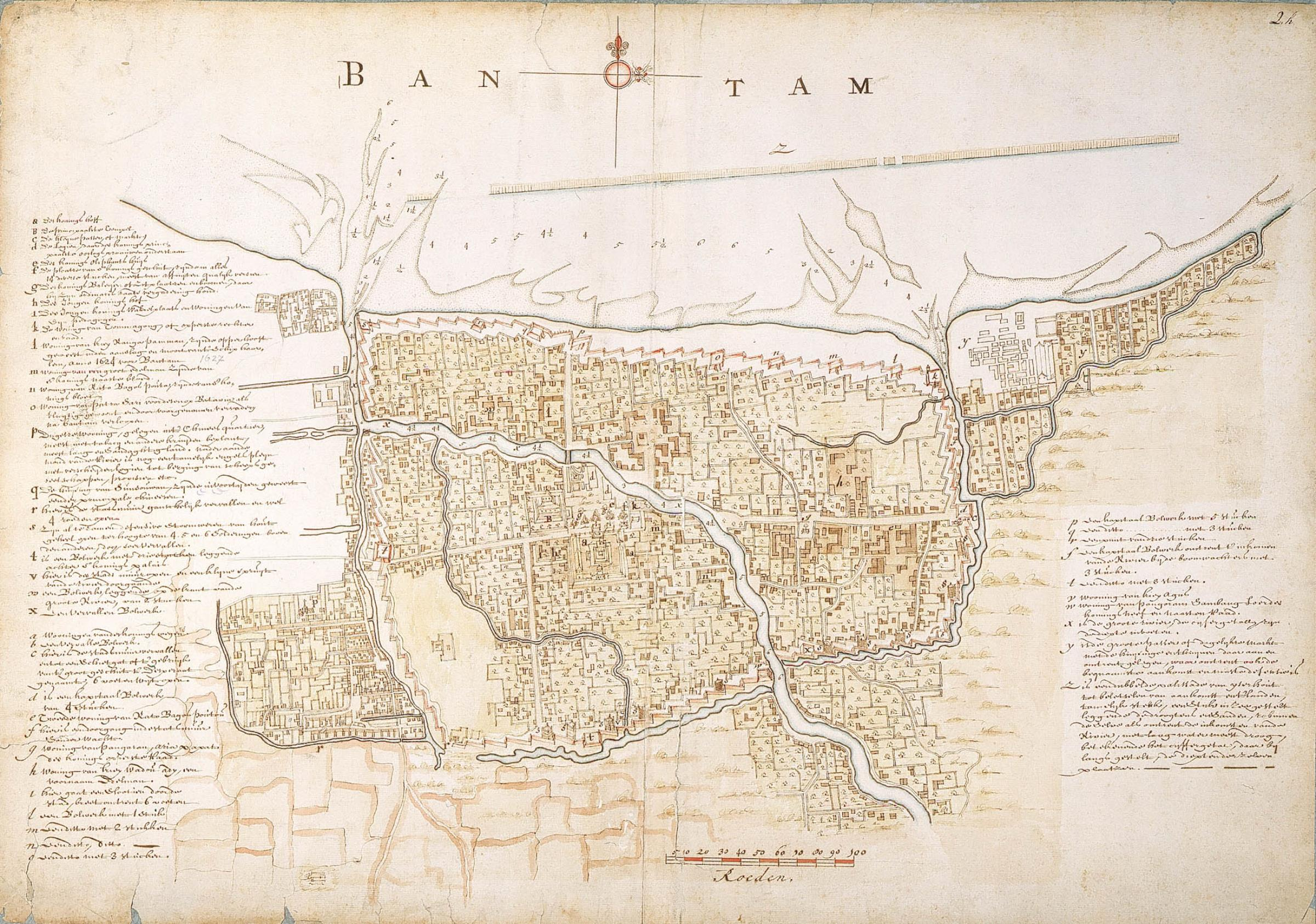
Isaac de Graaff, Platte grond als voren, met zyne wallen en bolwerken (plattegrond van de stad Banten), 1690 - 1705
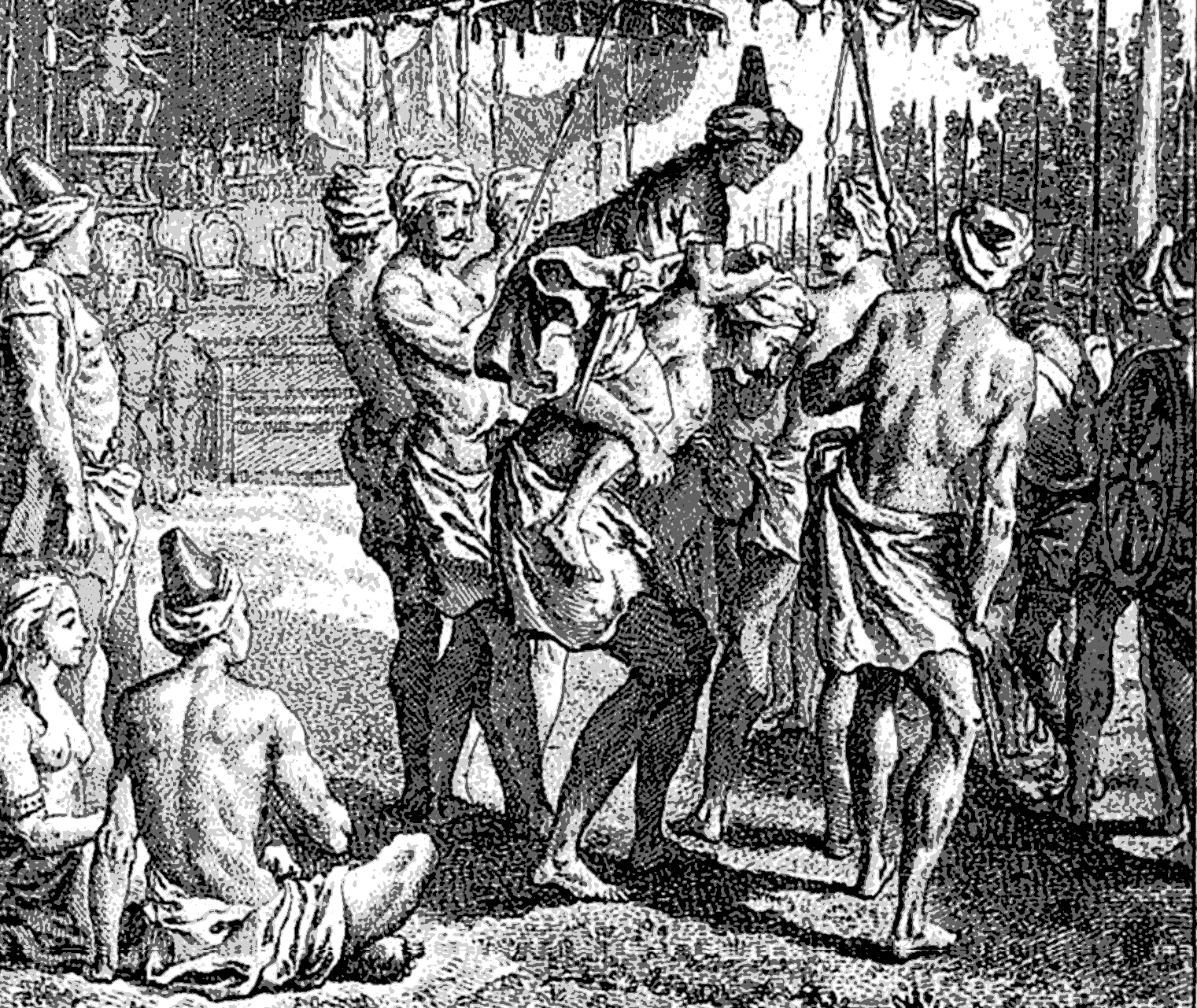
Het besnijdenisritueel van Abu al-Mafakhir Mahmud Abdulkadir in 1605, naar een Franse gravure uit de 18e eeuw.
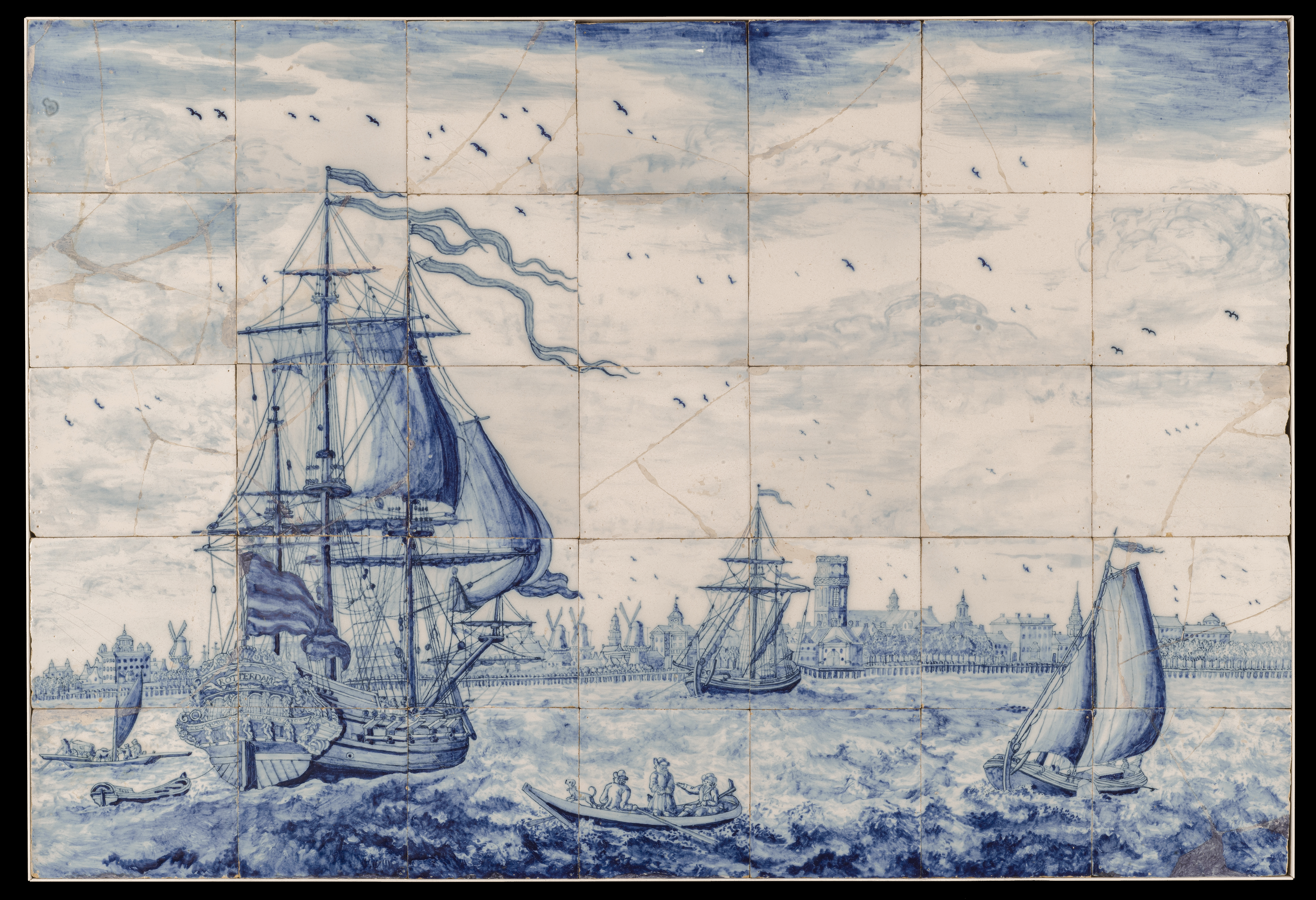
Tegeltableau met het schip “Rotterdam” zeilend op de Maas ter hoogte van het veer te Katendrecht, 1720-1750
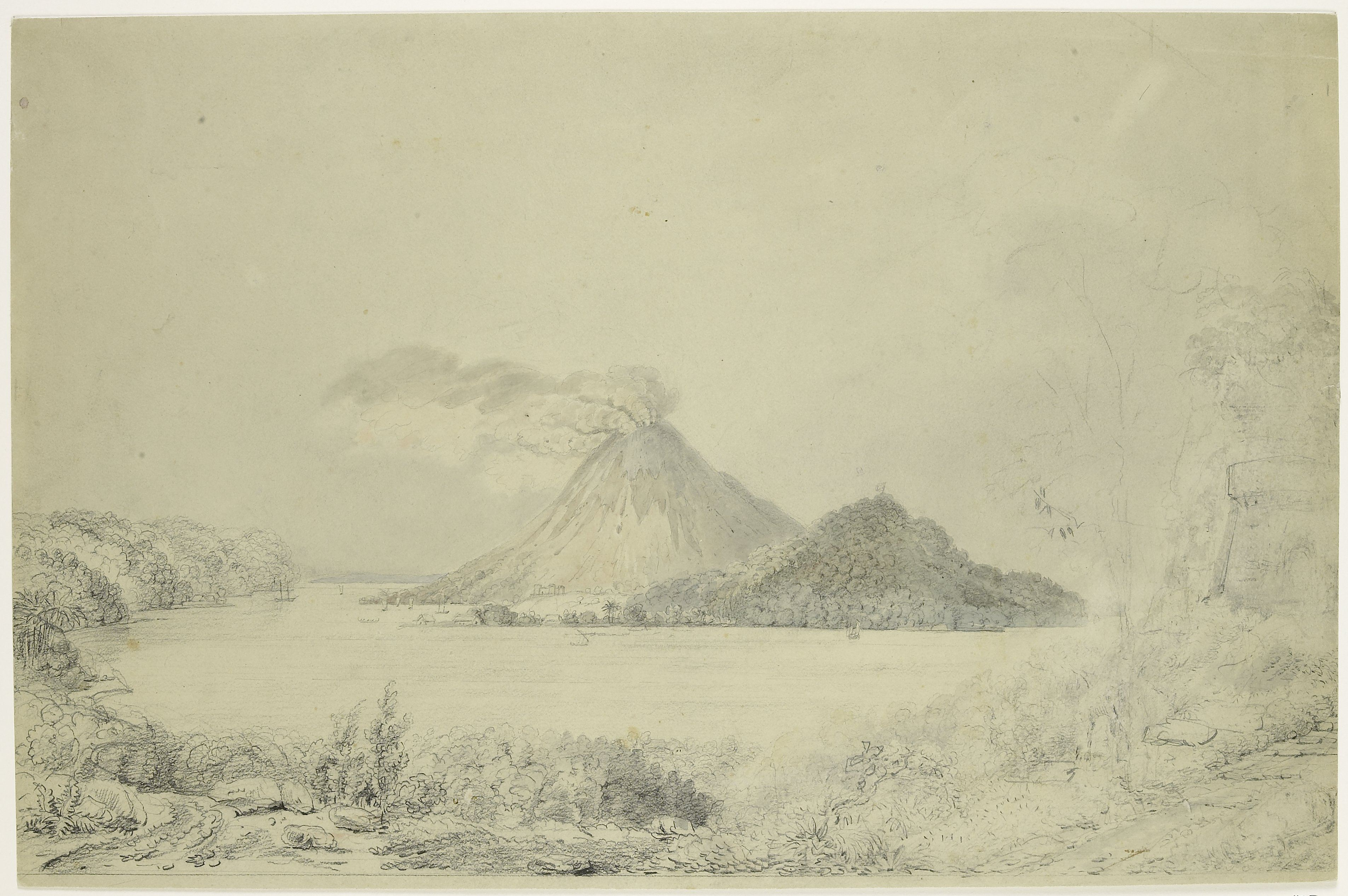
Gezicht vanuit Lontar op Banda Neira en rokende Gunungapi, Banda-eilanden, Centraal-Molukken. Tekening, 1821